# Nisz

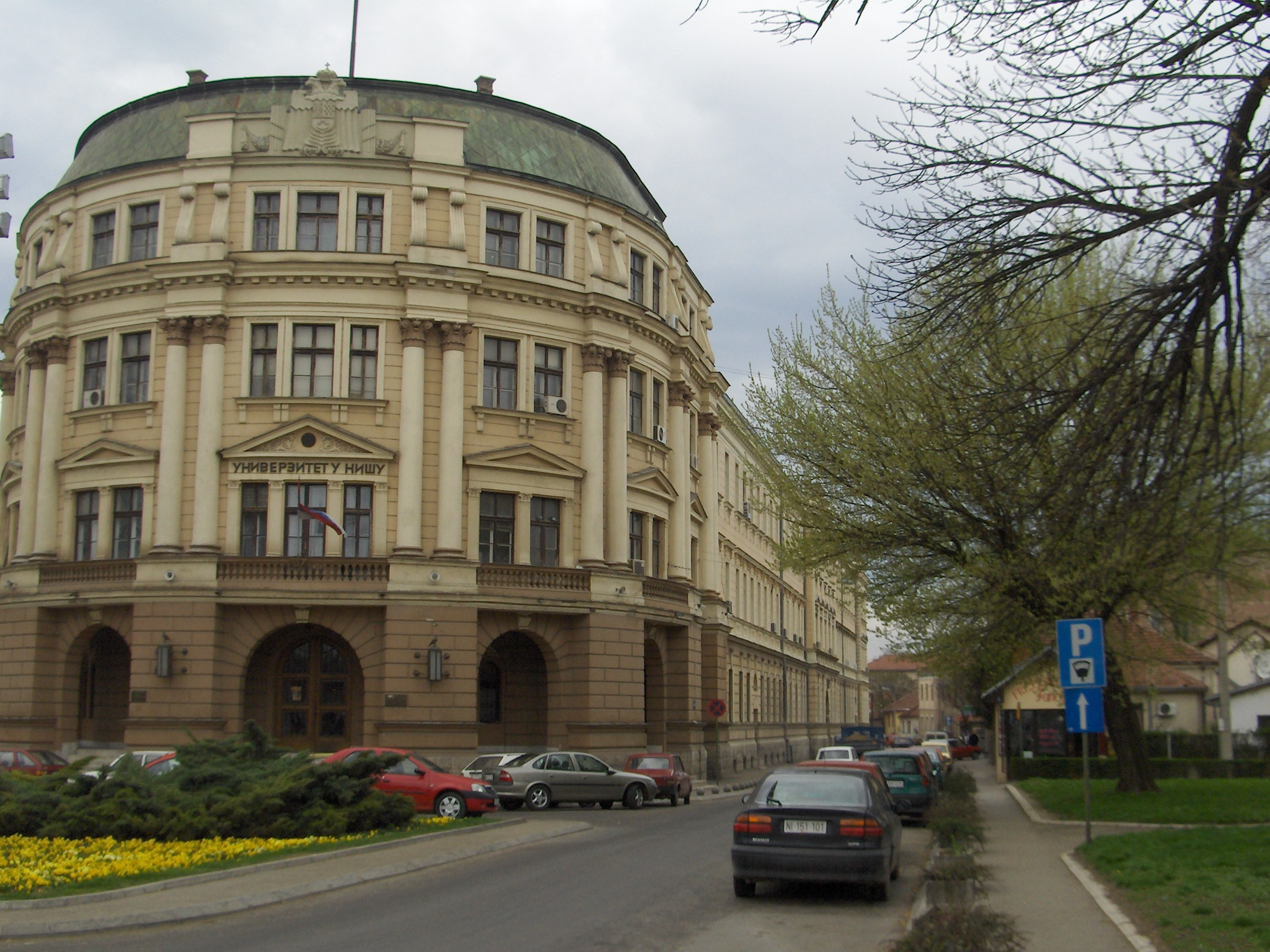
Uniwersytet w Niszu

Nisz (serb. Ниш / Niš, łac. Naissus) – miasto w Serbii, stolica okręgu niszawskiego i siedziba Miasta Nisz. Leży nad rzeką Niszawą. W 2011 roku liczyło 260 237 mieszkańców.
Trzecie pod względem ludności miasto w kraju.
Uniwersytet w Niszu ma 13 wydziałów i około 26 tys. studentów.
W mieście znajduje się stacja kolejowa oraz port lotniczy.

## Historia
Miejsce zwycięstwa cesarza Klaudiusza II nad Ostrogotami w 269 r. oraz narodzin cesarzy Konstantyna I Wielkiego i Justyna I. W 1443 r. miała tu miejsce bitwa pomiędzy Węgrami dowodzonymi przez Jana Hunyadyego a Turkami pod dowództwem sułtana Murada II, zakończona porażką Turków. Na początku XIX wieku w okolicach Niszu doszło do bitwy serbsko-tureckiej (w czasie antytureckiego powstania), czego pamiątką jest Wieża Czaszek. W granicach Serbii Nisz znalazł się w 1878 r.
Podczas I wojny światowej miasto było tymczasową stolicą Serbii, którą przeniesiono z okupowanego przez Austriaków Belgradu. W czasie II wojny światowej w okolicach miasta znajdował się obóz koncentracyjny Crveni Krst.

## Zabytki
- twierdza turecka z XVIII wieku, historią sięgającą czasów starożytnych
- sobór katedralny Zstąpienia Świętego Ducha z XIX w.[3]
- meczet Islam Aga
- Wieża Czaszek z 1809 roku, pamiątka po serbskich zrywach narodowowyzwoleńczych.

## Gospodarka
W mieście rozwinął się przemysł maszynowy, elektroniczny, środków transportu, chemiczny, włókienniczy, skórzany, ceramiczny oraz spożywczy.

## Miasta partnerskie
- Cassandreia
- Sparta
- Glifada
- Marusi
- Alimos
- Wielkie Tyrnowo
- Koszyce
- Kursk
- Rognan

Inna forma współpracy podobna do miast partnerskich
- Wiedeń
- Graz
- Barcelona
- Columbus